# Nónfjall
Nónfjall er et fjeld, der ligger syd for bygden Sørvágur på Vágar i Færøerne, nær ved Vágar Lufthavn. Mod øst ligger Høgafjall. 
På færøsk betyder nón klokken 15.00 om eftermiddagen - ordet er beslægtet med engelsk (after-)noon. Hvis man står i midten af den gamle bygdekerne i Sørvágur klokken 15.00, ståer solen præcis over Nónfjall, deraf navnet.
Fjeldet ligger i dalen Kjóvadalur.